# André Poulain
André Poulain foi um ciclista francês que representou França competindo em quatro provas de ciclismo de pista nos Jogos Olímpicos de Verão de 1908 em Londres.